# Bulugan
Bulugan Khatan (mongol : ᠪᠤᠷᠬᠠᠨ, VPMC : Bulyan, cyrillique : Булган, MNS : Bulgan), décédée en 1309 est une khatun de la dynastie Yuan ; elle succède à cette fonction à Nambui en 1294.

## Biographie
Elle appartenait à la maison aristocratique des Baya'ut, fille de Torgus Küregen, fils de Buqa Küregen, qui avait servi Gengis Khan.
Elle a été nommée impératrice après la mort de Shirindari en 1299.
Bulugan a agi en tant que régente pour son mari malade et a pratiquement gouverné l'empire. Elle a fait de son fils le prince Dashi l'héritier présomptif en juin 1305. Pour assurer la succession du garçon, elle a éliminé tous les rivaux potentiels de la cour. Par exemple, le fils de Darmabala, Ayurbarwada, fut envoyé au Henan en tant que prince de Huaining. Mais Dashi mourut en janvier 1306.